# Hráčské statistiky Any Ivanovićové
Hráčské statistiky Any Ivanovićové, bývalé srbské profesionální tenistky, zahrnují výsledky její tenisové kariéry. Ana Ivanovićová vyhrála ve dvouhře patnáct turnajů na okruhu WTA a pět na okruhu ITF. V červnu 2008 získala titul na grandslamovém French Open. Další dvě finále stejné kategorie prohrála na French Open 2007 a Australian Open 2008. V roce červnu 2008 se stala světovou jedničkou tenisové klasifikace. Kariéru ukončila na konci sezóny 2016

## Finále velkých turnajů

### Finále na Grand Slamu

#### Ženská dvouhra: 3 (1–2)
| Stav       | Rok  | Turnaj          | Povrch | Soupeřka ve finále | Výsledek |
| ---------- | ---- | --------------- | ------ | ------------------ | -------- |
| Finalistka | 2007 | French Open     | antuka | Justine Heninová   | 1–6, 2–6 |
| Finalistka | 2008 | Australian Open | tvrdý  | Maria Šarapovová   | 5–7, 3–6 |
| Vítězka    | 2008 | French Open     | antuka | Dinara Safinová    | 6–4, 6–3 |

### Finále WTA Tournament of Champions

#### Ženská dvouhra: 2 (2–0)
| Stav    | Č. | Datum             | Turnaj          | Povrch    | Soupeřka ve finále      | Výsledek      |
| ------- | -- | ----------------- | --------------- | --------- | ----------------------- | ------------- |
| Vítězka | 1. | 7. listopadu 2010 | Bali, Indonésie | tvrdý (h) | Alisa Klejbanovová      | 6–2, 7–6(7–5) |
| Vítězka | 2. | 6. listopadu 2011 | Bali, Indonésie | tvrdý (h) | Anabel Medina Garrigues | 6–3, 6–0      |

### Finále Premier Mandatory & Premier 5

#### Ženská dvouhra: 6 (3–3)
| Stav       | Č. | Datum           | Turnaj                      | Povrch  | Soupeřka ve finále   | Výsledek           |
| ---------- | -- | --------------- | --------------------------- | ------- | -------------------- | ------------------ |
| Vítězka    | 1. | 21. srpna 2006  | Montréal, Kanada            | tvrdý   | Martina Hingisová    | 6–2, 6–3           |
| Finalistka | 1. | 4. února 2007   | Tokio, Japonsko             | koberec | Martina Hingisová    | 4–6, 2–6           |
| Vítězka    | 2. | 13. května 2007 | Berlín, Německo             | antuka  | Světlana Kuzněcovová | 3–6, 6–4, 7–6(7–4) |
| Vítězka    | 3. | 23. března 2008 | Indian Wells, Spojené státy | tvrdý   | Světlana Kuzněcovová | 6–4, 6–3           |
| Finalistka | 2. | 22. března 2009 | Indian Wells, Spojené státy | tvrdý   | Věra Zvonarevová     | 6–7(5–7), 2–6      |
| Finalistka | 3. | 17. srpna 2014  | Cincinnati, Spojené státy   | tvrdý   | Serena Williamsová   | 4–6, 1–6           |

## Postavení na žebříčku WTA

### Počet týdnů
| Počet týdnů na žebříčku WTA | Počet týdnů na žebříčku WTA | Počet týdnů na žebříčku WTA | Počet týdnů na žebříčku WTA | Počet týdnů na žebříčku WTA |
| do úrovně                   | poprvé                      | naposledy                   | počet týdnů                 | nejvíc v řadě               |
| --------------------------- | --------------------------- | --------------------------- | --------------------------- | --------------------------- |
| Top 100                     | 1. listopadu 2004           | 1. ledna 2017               | 629                         | 625                         |
| Top 50                      | 7. března 2005              | 9. října 2016               | 590                         | 321                         |
| Top 20                      | 4. července 2005            | 5. června 2016              | 447                         | 206                         |
| Top 10                      | 14. května 2007             | 4. října 2015               | 167                         | 108                         |
| Top 5                       | 9. července 2007            | 1. února 2015               | 92                          | 70                          |
| Top 3                       | 14. ledna 2008              | 21. září 2008               | 36                          | 36                          |
| Top 1                       | 9. června 2008              | 7. září 2008                | 12                          | 9                           |

| Období na pozici světové jedničky | Období na pozici světové jedničky | Období na pozici světové jedničky | Období na pozici světové jedničky | Období na pozici světové jedničky |
| Č.                                | Den nástupu                       | Datum odchodu                     | Počet týdnů                       |                                   |
| --------------------------------- | --------------------------------- | --------------------------------- | --------------------------------- | --------------------------------- |
| 1.                                | 9. června 2008                    | 10. srpna 2008                    | 9                                 |                                   |
| 2.                                | 18. srpna 2008                    | 7. září 2008                      | 3                                 |                                   |
| Celkem                            | Celkem                            | Celkem                            | 12                                |                                   |

## Finále na turnajích WTA Tour
| Legenda                                         |
| ----------------------------------------------- |
| D – dvouhra; Č – čtyřhra                        |
| Grand Slam (1–2 D)                              |
| WTA Tour Championships (0)                      |
| Tournament of Champions (2–0 D)                 |
| Tier I / Premier Mandatory & Premier 5(3–3 D)   |
| Tier II / Premier (5–2 D)                       |
| Tier III, IV & V / International (4–1 D; 0–1 Č) |

| Tituly dle povrchu   |
| -------------------- |
| tvrdý (12–5 D)       |
| tráva (1–0 D; 0–1 Č) |
| antuka (2–2 D)       |
| koberec (0–1 D)      |

### Dvouhra: 23 (15–8)
| Stav       | Č.  | Datum             | Turnaj                                | Povrch     | Soupeřka ve finále         | Výsledek           |
| ---------- | --- | ----------------- | ------------------------------------- | ---------- | -------------------------- | ------------------ |
| Vítězka    | 1.  | 15. ledna 2005    | Canberra, Austrálie                   | tvrdý      | Melinda Czinková           | 7–5, 6–1           |
| Vítězka    | 2.  | 21. srpna 2006    | Montréal, Kanada                      | tvrdý      | Martina Hingisová          | 6–2, 6–3           |
| Finalistka | 1.  | 4. února 2007     | Tokio, Japonsko                       | koberec    | Martina Hingisová          | 4–6, 2–6           |
| Vítězka    | 3.  | 13. května 2007   | Berlín, Německo                       | antuka     | Světlana Kuzněcovová       | 3–6, 6–4, 7–6(7–4) |
| Finalistka | 2.  | 9. června 2007    | French Open, Paříž, Francie           | antuka     | Justine Heninová           | 1–6, 2–6           |
| Vítězka    | 4.  | 12. srpna 2007    | Los Angeles, Spojené státy            | tvrdý      | Naděžda Petrovová          | 7–5, 6–4           |
| Vítězka    | 5.  | 30. září 2007     | Lucemburk, Lucembursko                | tvrdý (h)  | Daniela Hantuchová         | 3–6, 6–4, 6–4      |
| Finalistka | 3.  | 26. ledna 2008    | Australian Open, Melbourne, Austrálie | tvrdý      | Maria Šarapovová           | 5–7, 3–6           |
| Vítězka    | 6.  | 23. března 2008   | Indian Wells, Spojené státy           | tvrdý      | Světlana Kuzněcovová       | 6–4, 6–3           |
| Vítězka    | 7.  | 7. června 2008    | French Open, Paříž, Francie           | antuka     | Dinara Safinová            | 6–4, 6–3           |
| Vítězka    | 8.  | 26. října 2008    | Linec, Rakousko                       | tvrdý (h)  | Věra Zvonarevová           | 6–2, 6–1           |
| Finalistka | 4.  | 22. března 2009   | Indian Wells, Spojené státy           | tvrdý      | Věra Zvonarevová           | 6–7(5–7), 2–6      |
| Vítězka    | 9.  | 17. října 2010    | Linec, Rakousko (2)                   | tvrdý (h)  | Patty Schnyderová          | 6–1, 6–2           |
| Vítězka    | 10. | 7. listopadu 2010 | Bali, Indonésie                       | tvrdý (h)  | Alisa Klejbanovová         | 6–2, 7–6(7–5)      |
| Vítězka    | 11. | 6. listopadu 2011 | Bali, Indonésie (2)                   | tvrdý (h)  | Anabel Medina Garrigues    | 6–3, 6–0           |
| Finalistka | 5.  | 13. října 2013    | Linec, Rakousko                       | tvrdý (h)  | Angelique Kerberová        | 4–6, 6–7(6–8)      |
| Vítězka    | 12. | 4. ledna 2014     | Auckland, Nový Zéland                 | tvrdý      | Venus Williamsová          | 6–2, 5–7, 6–4      |
| Vítězka    | 13. | 6. dubna 2014     | Monterrey, Mexiko                     | tvrdý      | Jovana Jakšićová           | 6–2, 6–1           |
| Finalistka | 6.  | 27. dubna 2014    | Stuttgart, Německo                    | antuka (h) | Maria Šarapovová           | 6–3, 4–6, 1–6      |
| Vítězka    | 14. | 15. června 2014   | Birmingham, Spojené království        | tráva      | Barbora Záhlavová-Strýcová | 6–3, 6–2           |
| Finalistka | 7.  | 17. srpna 2014    | Cincinnati, Spojené státy             | tvrdý      | Serena Williamsová         | 4–6, 1–6           |
| Vítězka    | 15. | 21. září 2014     | Tokio, Japonsko                       | tvrdý      | Caroline Wozniacká         | 6–2, 7–6(7–2)      |
| Finalistka | 8.  | 10. ledna 2015    | Brisbane, Austrálie                   | tvrdý      | Maria Šarapovová           | 7–6(7–4), 3–6, 3–6 |

### Čtyřhra: 1 (0–1)
| stav       | Č. | Datum           | Turnaj                       | Povrch | Spoluhráčka       | Finalistky      | Výsledek      |
| ---------- | -- | --------------- | ---------------------------- | ------ | ----------------- | --------------- | ------------- |
| Finalistka | 1. | 19. června 2006 | 's-Hertogenbosch, Nizozemsko | tráva  | Maria Kirilenková | Jen C’ Čeng Ťie | 6–3, 2–6, 2–6 |

## Finále soutěží družstev: 2 (0–2)
| Stav       | Č. | datum                | soutěž                      | povrch    | spoluhráči                                                | soupeři ve finále                                             | výsledek |
| ---------- | -- | -------------------- | --------------------------- | --------- | --------------------------------------------------------- | ------------------------------------------------------------- | -------- |
| Finalistka | 1. | 3.–4. listopadu 2012 | Fed Cup Praha, Česko        | tvrdý (h) | Jelena Jankovićová Bojana Jovanovská Aleksandra Krunićová | Petra Kvitová Lucie Šafářová Lucie Hradecká Andrea Hlaváčková | 1–3      |
| Finalistka | 2. | 5. ledna 2013        | Hopman Cup Perth, Austrálie | tvrdý     | Novak Djoković                                            | Anabel Medina Garrigues Fernando Verdasco                     | 1–2      |

## Tituly na okruhu ITF
| $100,000 tournaments |
| $75,000 tournaments  |
| $50,000 tournaments  |
| $25,000 tournaments  |
| $10,000 tournaments  |

| Tituly dle povrchu |
| ------------------ |
| tvrdý (1–0)        |
| tráva (0–0)        |
| antuka (2–0)       |
| koberec (2–0)      |

### Dvouhra: 5
| Č. | Datum          | Turnaj              | Povrch  | Soupeřka ve finále   | Výsledek                |
| -- | -------------- | ------------------- | ------- | -------------------- | ----------------------- |
| 1. | 22. února 2004 | Mallorca, Španělsko | antuka  | Ana Timotićková      | 6–1, 6–1                |
| 2. | 2. května 2004 | Gifu, Japonsko      | koberec | Jeon Mi-ra           | 6–4, 2–6, 7–5           |
| 3. | 9. května 2004 | Fukuoka, Japonsko   | koberec | Jarmila Gajdošová    | 6–2, 6–7(4–7), 7–6(7–4) |
| 4. | 12. září 2004  | Fano, Itálie        | antuka  | Delia Sescioreanuová | 6–2, 6–4                |
| 5. | 26. září 2004  | Batumi, Gruzie      | tvrdý   | Anna Čakvetadzeová   | 6–3, 6–3                |

## Výhry nad úřadujícími světovými jedničkami
| č. | světová jednička   | turnaj                      | povrch  | kolo       | výsledek      | vyřazena ve |
| -- | ------------------ | --------------------------- | ------- | ---------- | ------------- | ----------- |
| 1. | Maria Šarapovová   | Toray Pan Pacific Open 2007 | koberec | semifinále | 6–1, 0–1skreč | finále      |
| 2. | Serena Williamsová | Australian Open 2014        | tvrdý   | 4. kolo    | 4–6, 6–3, 6–3 | čtvrtfinále |

## Chronologie výsledků dvouhry
Uvedeny jsou pouze výsledky v hlavních soutěžích turnajů WTA Tour, vyjma kategorie International (nevztahuje se však na celkovou statistiku, do níž jsou započítány všechny turnaje WTA Tour). 
| Grand Slam |                |                |                |                |                |                |                    |                    |                    |                    |                    |                   |                    |                    |         |         |
| Australian Open | A              | A              | 3R             | 2R             | 3R             | F              | 3R                 | 2R                 | 1R                 | 4R                 | 4R                 | ČF                | 1R                 | 3R                 | 0 / 12  | 26–12   |
| French Open | A              | A              | ČF             | 3R             | F              | Vítěz          | 4R                 | 2R                 | 1R                 | 3R                 | 4R                 | 3R                | SF                 | 3R                 | 1 / 12  | 37–11   |
| Wimbledon | A              | A              | 3R             | 4R             | SF             | 3R             | 4R                 | 1R                 | 3R                 | 4R                 | 2R                 | 3R                | 2R                 | 1R                 | 0 / 12  | 24–12   |
| US Open | A              | LQ             | 2R             | 3R             | 4R             | 2R             | 1R                 | 4R                 | 4R                 | ČF                 | 4R                 | 2R                | 1R                 | 1R                 | 0 / 12  | 20–12   |
| výhry–prohry | 0–0            | 0–0            | 9–4            | 8–4            | 16–4           | 16–3           | 8–4                | 5–4                | 4–4                | 12–4               | 10–4               | 9–4               | 6–4                | 4–4                | 1 / 47  | 107–46  |
| Olympijské hry |                |                |                |                |                |                |                    |                    |                    |                    |                    |                   |                    |                    |         |         |
| Letní olympijské hry | NH             | A              | nekonaly se    | nekonaly se    | nekonaly se    | A1)            | nekonaly se        | nekonaly se        | nekonaly se        | 3R                 | nekonaly se        | nekonaly se       | nekonaly se        | 1R                 | 0 / 2   | 2–2     |
| Závěrečné turnaje |                |                |                |                |                |                |                    |                    |                    |                    |                    |                   |                    |                    |         |         |
| WTA Tour Championships | A              | A              | A              | A              | SF             | RR             | nekvalifikovala se | nekvalifikovala se | nekvalifikovala se | nekvalifikovala se | nekvalifikovala se | RR                | nekvalifikovala se | nekvalifikovala se | 0 / 3   | 4–5     |
| Tournament of Champions | nekonal se     | nekonal se     | nekonal se     | nekonal se     | nekonal se     | nekonal se     | A                  | Vítěz              | Vítěz              | A                  | SF                 | nehrála           | nehrála            | DNQ                | 2 / 3   | 8–2     |
| Turnaje WTA Premier Mandatory                                                                                                 |                |                |                |                |                |                |                    |                    |                    |                    |                    |                   |                    |                    |         |         |
| Indian Wells | A              | A              | A              | ČF             | 4R             | Vítěz          | F                  | 2R                 | ČF                 | SF                 | 3R                 | 3R                | 3R                 | 3R                 | 1 / 11  | 27–10   |
| Miami | A              | A              | ČF             | 4R             | 2R             | 3R             | 3R                 | 3R                 | 4R                 | 4R                 | 4R                 | 4R                | 3R                 | 3R                 | 0 / 12  | 19–12   |
| Madrid | nekonal se     | nekonal se     | nekonal se     | nekonal se     | nekonal se     | nekonal se     | A                  | 2R                 | 1R                 | 3R                 | SF                 | ČF                | 3R                 | 2R                 | 0 / 7   | 12–7    |
| Peking | NH             | ne jako Tier I | ne jako Tier I | ne jako Tier I | ne jako Tier I | ne jako Tier I | A                  | ČF                 | ČF                 | 3R                 | 2R                 | SF                | SF                 | A                  | 0 / 6   | 17–6    |
| Turnaje WTA Premier 5 |                |                |                |                |                |                |                    |                    |                    |                    |                    |                   |                    |                    |         |         |
| Dubaj | ne jako Tier I | ne jako Tier I | ne jako Tier I | ne jako Tier I | ne jako Tier I | ne jako Tier I | QF                 | A                  | 1R                 | ne jako Premier 5  | ne jako Premier 5  | ne jako Premier 5 | 3R                 | NP5                | 0 / 3   | 3–3     |
| Dauhá | ne jako Tier I | ne jako Tier I | ne jako Tier I | ne jako Tier I | ne jako Tier I | 3R             | nekonal se         | nekonal se         | NP5                | 2R                 | 3R                 | 2R                | NP5                | A                  | 0 / 4   | 5–3     |
| Řím | A              | A              | 3R             | A              | A              | 2R             | 3R                 | SF                 | 2R                 | 3R                 | 1R                 | SF                | 2R                 | 2R                 | 0 / 10  | 15–10   |
| Kanada | A              | A              | 3R             | Vítěz          | 2R             | 3R             | 2R                 | A                  | 3R                 | 2R                 | 3R                 | 2R                | ČF                 | A                  | 1 / 10  | 16–9    |
| Cincinnati | NH             | ne jako Tier I | ne jako Tier I | ne jako Tier I | ne jako Tier I | ne jako Tier I | 2R                 | SF                 | 2R                 | A                  | 1R                 | F                 | ČF                 | 1R                 | 0 / 7   | 12–7    |
| Tokio | A              | A              | A              | 2R             | F              | 2R             | 1R                 | 2R                 | 3R                 | 2R                 | 3R                 | ne Premier 5      | ne Premier 5       | ne Premier 5       | 0 / 8   | 11–8    |
| Wuhan | nekonal se     | nekonal se     | nekonal se     | nekonal se     | nekonal se     | nekonal se     | nekonal se         | nekonal se         | nekonal se         | nekonal se         | nekonal se         | 1R                | 3R                 | A                  | 0 / 2   | 2–2     |
| Celkové statistiky |                |                |                |                |                |                |                    |                    |                    |                    |                    |                   |                    |                    |         |         |
| Odehrané turnaje | 5              | 5              | 16             | 19             | 19             | 18             | 14                 | 20                 | 19                 | 19                 | 22                 | 21                | 19                 | 16                 | 233     | 233     |
| tituly | 0              | 0              | 1              | 1              | 3              | 3              | 0                  | 2                  | 1                  | 0                  | 0                  | 4                 | 0                  | 0                  | 15      | 15      |
| finále | 0              | 0              | 1              | 1              | 5              | 4              | 1                  | 2                  | 1                  | 0                  | 1                  | 6                 | 1                  | 0                  | 23      | 23      |
| Tvrdý / výhry–prohry | 1–1            | 11–3           | 26–8           | 24–11          | 23–10          | 26–12          | 16–10              | 27–14              | 24–13              | 25–14              | 28–17              | 38–12             | 20–13              | 8-7                | 297–146 | 297–146 |
| Antuka / výhry–prohry | 11–4           | 10–1           | 9–4            | 4–3            | 16–3           | 10–2           | 5–2                | 5–4                | 2–4                | 7–5                | 11–4               | 13–4              | 7–4                | 5-4                | 115–48  | 115–48  |
| Tráva / výhry–prohry | 0–0            | 0–1            | 2–1            | 5–2            | 6–2            | 2–1            | 3–2                | 1–2                | 6–3                | 5–2                | 1–2                | 7–1               | 1–2                | 2-2                | 41–23   | 41–23   |
| Koberec / výhry–prohry | 0–0            | 16–0           | 3–1            | 2–2            | 6–3            | 0–0            | 0–0                | 0–0                | 0–0                | 0–0                | 0–0                | 0–0               | 0–0                | 0–0                | 27–6    | 27–6    |
| Celkem / výhry–prohry | 12–5           | 37–5           | 40–14          | 35–18          | 51–18          | 38–15          | 24–14              | 33–20              | 32–20              | 37–21              | 40–23              | 58–17             | 28–19              | 15–14              | 480–223 | 480–223 |
| % výher | 71 %           | 88 %           | 74 %           | 66 %           | 74 %           | 72 %           | 63 %               | 62 %               | 61 %               | 64 %               | 63 %               | 78%               | 60%                | 51%                | 68 %    | 68 %    |
| Konečný žebříček | 705.           | 97.            | 16.            | 14.            | 4.             | 5.             | 22.                | 17.                | 22.                | 13.                | 16.                | 5.                | 16.                | 65.                |         |         |
| - 1) – v pekingské dvouhře LOH 2008 byla nejvýše nasazená hráčka, ale z olympijského turnaje se odhlásila pro poranění palce. |                |                |                |                |                |                |                    |                    |                    |                    |                    |                   |                    |                    |         |         |

| Legenda | Legenda                                   | Legenda | Legenda                     |
| ------- | ----------------------------------------- | ------- | --------------------------- |
| SR      | poměr vyhraných turnajů ku všem odehraným | W–L V–P | výhry–prohry                |
| NH      | daný rok se turnaj nekonal                | A       | turnaje se hráč nezúčastnil |
| 1Q / LQ | prohra v (kole) kvalifikace               | 1k / 1R | prohra v daném kole turnaje |
| QF / ČF | prohra ve čtvrtfinále                     | SF      | prohra v semifinále         |
| F       | prohra ve finále                          | Vítěz   | vítězství v turnaji         |

## Finanční odměny

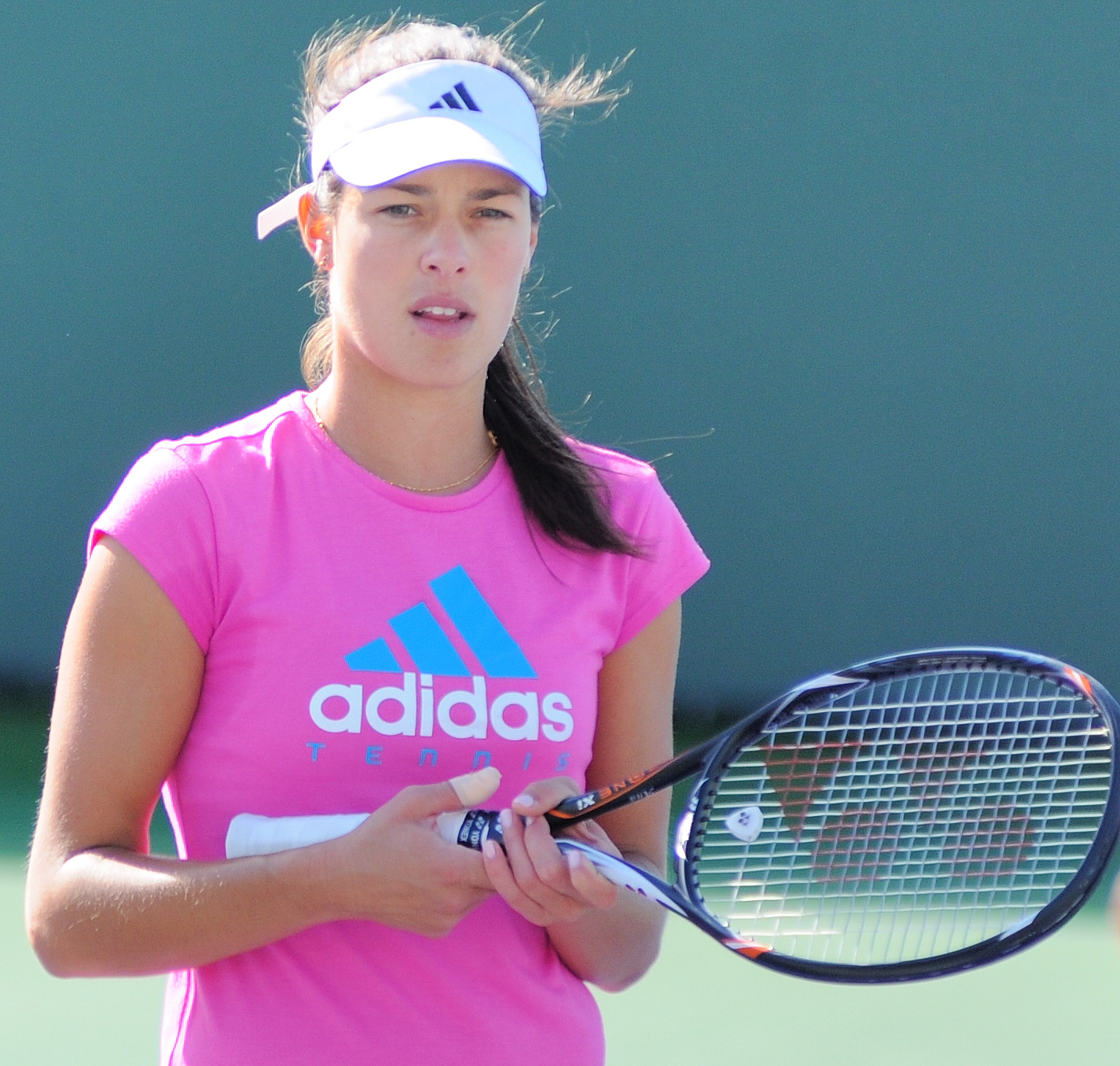
Ana Ivanovićová v roce 2009

| sezóna               | tituly     | tituly   | tituly | výdělek                     | pořadí                 |
| sezóna               | Grand Slam | WTA Tour | celkem | (americké dolary)           | pořadí                 |
| -------------------- | ---------- | -------- | ------ | --------------------------- | ---------------------- |
| 2003                 | 0          | 0        | 0      | 2 630                       | 732.                   |
| 2004                 | 0          | 0        | 0      | 58 010[nedostupný zdroj]    | 166.[nedostupný zdroj] |
| 2005                 | 0          | 1        | 1      | 472 547                     | 29.                    |
| 2006                 | 0          | 1        | 1      | 671 616[nedostupný zdroj]   | 20.[nedostupný zdroj]  |
| 2007                 | 0          | 3        | 3      | 1 960 354[nedostupný zdroj] | 4.[nedostupný zdroj]   |
| 2008                 | 1          | 2        | 3      | 3 119 640[nedostupný zdroj] | 4.[nedostupný zdroj]   |
| 2009                 | 0          | 0        | 0      | 914 725                     | 16.                    |
| 2010                 | 0          | 2        | 2      | 774 025                     | 24.                    |
| 2011                 | 0          | 1        | 1      | 746 925[nedostupný zdroj]   | 28.[nedostupný zdroj]  |
| 2012                 | 0          | 0        | 0      | 1 001 752[nedostupný zdroj] | 16.[nedostupný zdroj]  |
| 2013                 | 0          | 0        | 0      | 1 055 383[nedostupný zdroj] | 24.[nedostupný zdroj]  |
| 2014                 | 0          | 4        | 4      | 1 659 999[nedostupný zdroj] | 14.                    |
| Celkem               | 1          | 14       | 15     | 12 437 606                  | 24.                    |
| stav k 29. září 2014 |            |          |        |                             |                        |